# Vridningsinvariant mått
Ett vridningsinvariant mått är inom matematiken ett mått i ortogonalgruppen.

## Formell definition
Ortogonalgruppen O(n) är en lokalt kompakt topologisk grupp, så det finns ett unikt Haarmått {\displaystyle \theta _{n}} i O(n):
{\displaystyle \theta _{n}:{\mbox{Bor}}\,O(n)\rightarrow [0,\infty ],}
där {\displaystyle {\mbox{Bor}}\,O(n)} är Borelalgebran i O(n). Det här mått kallas för ett vridningsinvariant mått.

## Exempel
Namnet vridning har en intuitiv förklaring: Om n = 2 så är ortogonalgruppen O(2) mängden av alla vridningar och reflektioner i {\displaystyle \mathbb {R} ^{2}} (se ortogonalmatris). Så att man kan identifiera det vridningsinvariant måttet {\displaystyle \theta _{2}\,} som det utan konstant 1-dimensionella Hausdorffmåttet, dvs längdmåttet, i sfären {\displaystyle S^{1}\,}.

## Egenskaper
Det finns ett samband mellan Hausdorffmåttet och vridningsinvarianta måttet. Låt {\displaystyle x\in \mathbb {R} ^{n}} och {\displaystyle \Upsilon _{x}:O(n)\rightarrow \mathbb {R} ^{n}},
{\displaystyle \Upsilon _{x}(g):=g(x)\,},
för {\displaystyle g\in O(n)\,}. Så att {\displaystyle \Upsilon _{x}\,} är en {\displaystyle \theta _{n}\,}-mätbar funktion och
{\displaystyle \Upsilon _{x\#}\theta _{n}(A)={\mathcal {H}}^{n-1}(A),\,}
för {\displaystyle A\subset S^{n-1}\,} och {\displaystyle \Upsilon _{x\#}\theta _{n}\,} är {\displaystyle \theta _{n}\,} bildmåttet med avseende på {\displaystyle \Upsilon _{x}\,}. {\displaystyle S^{n-1}\,} är den n-dimensionella sfären.